# Hofhandwerker

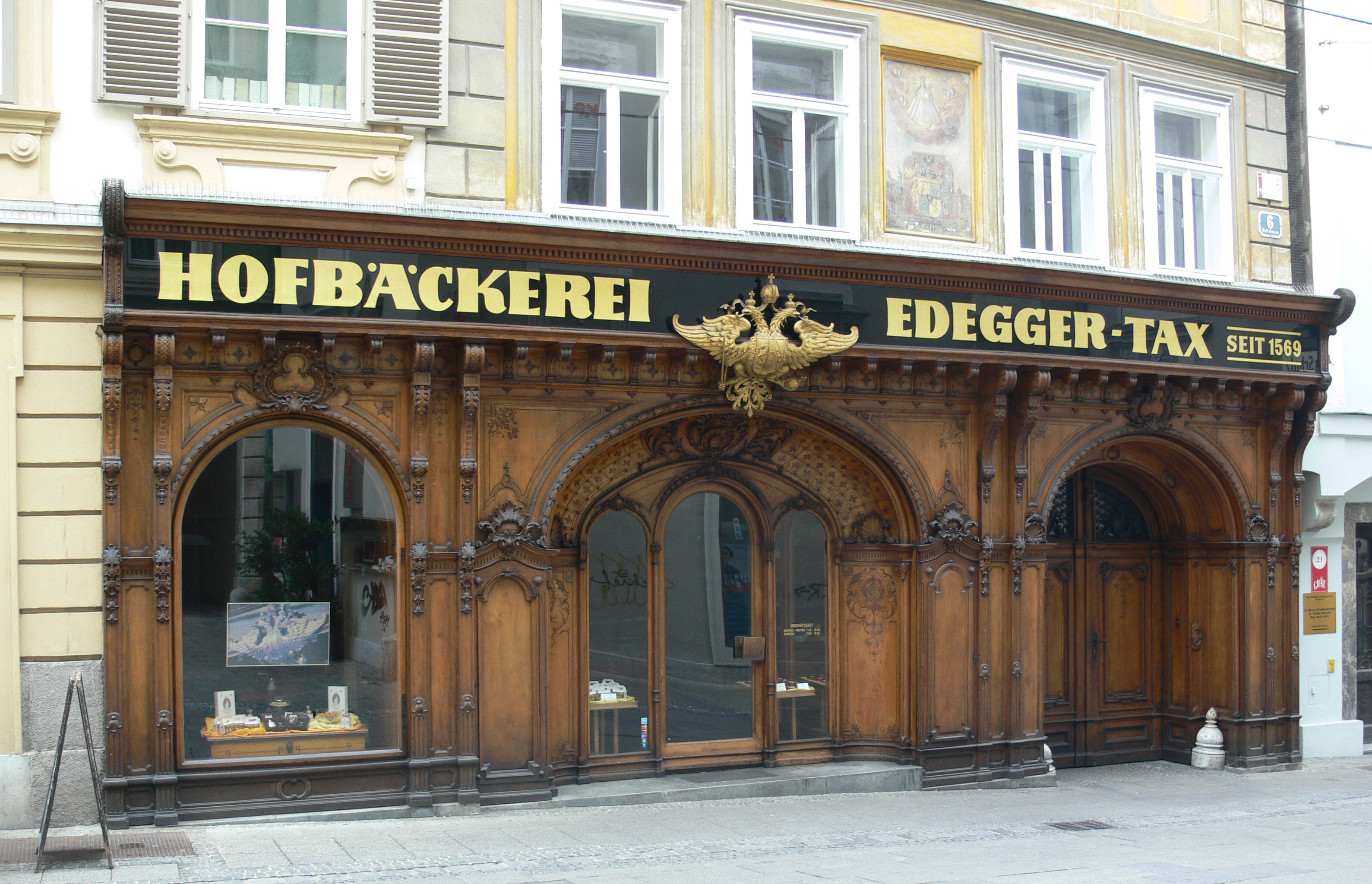
Eine seit 1569 bestehende Hofbäckerei in Graz

Unter Hofhandwerker sind Handwerker zu verstehen, die an kaiserlichen, königlichen, fürstlichen oder bischöflichen Höfen Europas beschäftigt waren und die nicht den Regeln und Zwängen der Zunftordnungen unterworfen waren. Dieser Berufsgruppe waren aber auch andere Gewerbetreibende wie Metzger, Bäcker oder Apotheker zuzuordnen, was unter anderem an der Bezeichnung „Hoflieferant“ ersichtlich ist.

## Beruflicher Status
Besonders fähige Handwerker konnten für ihre Verdienste vom Fürsten oder einem anderen Hofherren mit dem Hofprivileg ausgezeichnet werden, worauf diese sich „Hofhandwerker“ oder „hofbefreit“ nennen durften. Möglicherweise konnte dieses Privileg auch gekauft werden. Hofhandwerker arbeiteten auf Weisung des Fürsten und lieferten vorrangig an den Hof. Sie konnten mit dem Zusatz „Hof-“, der einem Titel gleichkam, Unterschriften leisten und wohl auch an ihren Häusern als Zeichen ihres Standes beispielsweise ein Wappen anbringen, wie es etwa bei Hofhandwerkern an der Hohenloher Residenz Bartenstein der Fall war.
Hofhandwerker unterlagen nicht den Beschränkungen der Zunftordnung. Damit war eine verbesserte Ausweitung ihrer Tätigkeit möglich. So war an der Residenz Bartenstein der Hofschreiner in seiner Arbeit nicht nur auf die Herstellung von Möbeln beschränkt, sondern für die gesamte Innenausstattung des Schlosses einschließlich der Parkettböden und Treppen zuständig. Der dortige Hofbildhauer arbeitete in Stein und Holz, war aber auch für die Bemalung der Stuckarbeiten verantwortlich. Einige Handwerker dieses Hofes waren dort fest angestellt und unterstanden dem Hofmarschall, dem höchsten adligen Hofbeamten. Andere konnten neben ihrer Arbeit für den Hof auch Aufträge von Bürgern annehmen.
Neben den Vorzügen konnte die wirtschaftliche Abhängigkeit der Hofhandwerker von der Hofhaltung aber auch verhängnisvoll sein. In Bartenstein waren nach der Auflösung des Hofes Luxuswaren wie Perücken, Gold- und Silberknöpfe, Applikationen für Uniformen oder aufwändige Inneneinrichtungen nicht mehr gefragt. Zahlreiche Hofhandwerker wie der Hofknopfmacher, der Hofperückenmacher oder der Hofposamentier hatten zwar Vermögen in Form von kostbaren Rohstoffen und Halbfertigfabrikaten. Sie konnten ihre Waren aber nicht mehr absetzen und drohten daher zu verarmen, da diese nur für die Produktion für den Hof gedacht waren. Aus verfügbaren Strafakten des frühen 19. Jahrhunderts geht hervor, dass die Kinder dieser Familien zum Betteln in die umliegenden Ortschaften geschickt wurden.

## Gewerbetreibende mit Hofprivileg
Zu den Gewerbetreibenden, die den Zusatz „Hof-“ tragen konnten, zählten 
- Hofapotheker
- Hofbäcker, Hofbauer, Hofbildhauer, Hofbüchsenmacher, Hofbüttner
- Hoffourier
- Hofgärtner, Hofglaser
- Hofknopfmacher, Hofkrämer,  Hofkonditor, Hofküfer
- Hoflieferant
- Hofmaler, Hofmaurermeister, Hofmetzger,
- Hofperückenmacher, Hofposamentier (auch Hofbortenmacher)
- Hofsattler, Hofschlosser, Hofschmied, Hofschneider, Hofschreiner, Hofschuhmacher, Hofseiler, Hofstrumpfstricker
- Hofuhrmacher